# Ramaria asiatica
Ramaria asiatica är en svampart som först beskrevs av R.H. Petersen & M. Zang, och fick sitt nu gällande namn av R.H. Petersen 1988. Ramaria asiatica ingår i släktet Ramaria och familjen Gomphaceae.   Inga underarter finns listade i Catalogue of Life.